# Joseph Renucci
Pour les articles homonymes, voir Renucci.
Joseph Antoine Renucci, dit Jo Renucci, né le 6 juillet 1908 à Marseille et mort  le 5 novembre 1958 à Paris, est une figure du grand banditisme français et du milieu marseillais des années 1930 aux années 1950.

## Biographie
Frère des maffieux Noël et Felix Renucci, il est né à Marseille en 1908 d'une famille corse originaire de Zicavo.
Il rejoint le crime organisé en 1929 en travaillant directement pour Paul Carbone, avant de se mettre à son compte. Avec son frère Noël, il mène surtout des braquages de banque et de train. Mais ils possèdent aussi le Club Dan's, rue Haxo, et sont impliqués dans le proxénétisme. Malgré des suspicions dans de nombreuses affaires, Jo n'est presque jamais inquiété par la justice. Sous le pseudonyme de Joseph Pera, il est mêlé au braquage d'une banque à Nice en 1937, dont le butin s'élève à plus d'un million de francs. Officiellement importateur d'agrumes et producteur de disques, notamment ceux de Fernandel, il est l'une des figures du milieu marseillais des années 1930, dans l'ombre des parrains François Spirito et Paul Carbone.
Suivant ces derniers, il rejoint la Collaboration au début de la Seconde guerre mondiale. En 1943, sentant le vent tourner, il travaille avec la Résistance et les services secrets français d'Afrique du Nord. Il y croise Robert Blémant, Marcel Francisci et se rapproche des frères Guérini.
Arrêté fin 1943 en Sicile après avoir averti les Alliés du départ de bateaux italiens, il est détenu dans la prison d'Imperia en Italie. Renucci utilise ses relations pour être libéré avant de participer aux combats pour la libération de Marseille en 1944.
Après avoir adhéré au RPF gaulliste en 1947, il se lie d'amitié avec le député Antoine Chalvet de Récy et ils sont tous les deux cités dans une affaire de vol de Bons du Trésor en 1949. Renucci sera finalement disculpé lors du procès, au cours duquel le député de Récy passe des aveux complets.
Avec ses contacts à Marseille, à Beyrouth, en Corse et en Afrique du Nord, Renucci est soupçonné d'être l'un des représentants de Lucky Luciano à Marseille où il gère au début des années 1950 la contrebande de cigarettes depuis Tanger. Achetés entre 40 et 50 francs au Maroc, les paquets sont revendus entre 60 et 100 francs à Marseille, alors que la Régie officielle des tabacs les propose à 190 francs. 
Renucci est alors installé depuis 1952 à Casablanca, au Maroc, où il est le représentant de Lucky Luciano et fréquente le policier Antoine Méléro, lié au groupe paramilitaire « La main rouge », paravent du SDECE, mais sans participer directement à ses activités. Quand l'assassinat de l'industriel Jacques Lemaigre Dubreuil, leader des libéraux du Maroc, est préparé en juin 1955 puis exécuté le 11 juin, Renucci refuse et l'affaire est transmise à Jo Attia, qui demande quarante millions de francs. Jo Attia s'implique ensuite plutôt dans le dépôt raté d'une bombe à Tanger, tombant dans les mains de la police franquiste avant d'obtenir son extradition car il clame avoir un rôle central dans l'affaire du double meurtre de Montfort l'Amaury. 
Envoyé au Maroc en mission spéciale, le patron de la DST Roger Wybot l'interroge sur le meurtre de Jacques Lemaigre Dubreuil, mais Renucci élude en donnant une vague piste, afin d'éviter l'expulsion du Maroc. Antoine Méléro et son groupe, mêlés à l'affaire bénéficieront d'un non lieu puis détailleront leur participation au terrorisme trente-cinq ans plus tard dans un livre.
Devenu riche grâce à la contrebande, il meurt d'un cancer en 1958 à Paris.